# Lili Lebach
Lili Lebach (* 16. April 1911 in Elberfeld; † 24. Mai 1987 in Buenos Aires) war eine deutsche Buchhändlerin und Verlegerin und gab als solche 1942 die deutschsprachige Erstausgabe von Stefan Zweigs Schachnovelle heraus.

## Leben

### Familie und Herkunft
Die deutsche Jüdin Lili Lebach stammt aus einer Familie, die bereits seit Mitte des 19. Jahrhunderts in Wuppertal ansässig war. Lilis Vater, Ernst Lebach (1882–1926), war der siebte Sohn von Louis Lebach (1829–1913) und seiner Frau Lina, geb. Dreyer (1846–1903). Ihr Vater war später Inhaber einer 1879 gegründeten Knopf- und Besatzartikel-Großhandlung in Wuppertal. Ihre Mutter Erna Lea Lebach (1885–1963), geb. Goldschmidt, emigrierte 1938 nach London. Lili Lebachs Schwester Ilse (1914–?) war schon 1933 nach Paris geflohen, kam dann 1937 nach England und siedelte sich, wie Lili Lebach dies bereits einige Jahre zuvor tat, ebenfalls in Buenos Aires an. Dort arbeitete Lili Lebach als selbstständige Buchhändlerin und Verlegerin. Ihre Cousine Hilde Kahn (1917–1999), später Kahn-Reach, emigrierte 1937 in die USA und arbeitete von 1943 bis 1952 in Pacific Palisades als Sekretärin Thomas Manns.

### Die Buchhandlung Pigmalión in Buenos Aires
Am 8. Juli 1942 eröffnete Lili Lebach ihre Buchhandlung Pigmalión in der Avenida Corrientes 515 in Buenos Aires, die sie nach der mythischen Figur Pygmalion benannte. Für die Exilverlage, die deutschsprachige Bücher verlegten, waren Buchhandlungen wie Pigmalión wichtige Orte der Distribution, da diese die unmittelbaren Kontakte zu den Lesern pflegten und von daher – auch ökonomisch gesehen – wichtige Partner bei der Vermittlung von Exilliteratur waren. Dort trafen sich nicht nur Leserinnen und Leser, sondern auch Schriftstellerinnen und Schriftsteller. So lernte der portugiesische Schriftsteller Alberto Manguel den schon damals sehr bekannten argentinischen Schriftsteller Jorge Luis Borges in Lebachs Buchhandlung kennen und sollte später dessen Vorleser werden. 
Seit 1963 hieß Lebachs Unternehmen offiziell Librería y Editorial Pigmalión S.R.L. Die Anteilseigner waren Lili Lebach und Walter Lebach sowie Lili Lebachs Schwester Ilse Dessau. Mit dem Abriss des Gebäudes in der Avenida Corrientes 515 fand auch die Buchhandlung Pigmalión im Jahr 1979 ihr Ende. Lili Lebach, die zeitlebens unverheiratet blieb und seit dem 1. Februar 1949 argentinische Staatsbürgerin war, starb acht Jahre nach der Schließung ihrer Buchhandlung Pigmalión am 24. Mai 1987 in Olivos.

### Stefan Zweig: Die Schachnovelle
Ein halbes Jahr nach ihrer Eröffnung veröffentlichte die Verlagsbuchhandlung Pigmalión am 7. Dezember 1942 posthum die deutschsprachige Erstausgabe von Stefan Zweigs Schachnovelle. Stefan Zweig, einer der bekanntesten und erfolgreichsten Schriftsteller der Weimarer Republik, hatte sich nach mehreren Exilstationen mit seiner zweiten Frau Lotte 1940 im brasilianischen Petrópolis niedergelassen. Am 21. Februar 1942 nahmen sich Stefan Zweig und seine Frau das Leben. Zur Veröffentlichung bei Pigmalión kam es durch die Vermittlung von Zweigs Freund und Übersetzer Alfredo Cahn. Das Buch erschien lediglich in einer Auflage von 300 Exemplaren. Ob die Vignette auf dem Einband mit dem auf der Spitze stehenden Schachbrett und dem Olivenzweig von Clément Moreau oder dem in Buenos Aires geborenen Künstler Héctor Julio Paride Bernabo (Künstlername: Carybé) stammt, ist nicht bekannt. Die erste europäische Ausgabe der Schachnovelle erschien 1943 bei Bermann-Fischer in Stockholm. In den USA kam das von Benjamin W. Huebsch übersetzte Buch 1944 im Verlag Viking Press in New York unter dem Titel The Royal Game heraus. Im Oktober 1945 erschien eine kleinformatige Armee-Ausgabe für das US-Militär.